# هیلی لاد
هیلی لاد (انگلیسی: Hayley Ladd؛ زادهٔ ۶ اکتبر ۱۹۹۳) بازیکن فوتبال اهل بریتانیا است.
از باشگاه‌هایی که در آن بازی کرده‌است می‌توان به باشگاه فوتبال زنان منچستر یونایتد، باشگاه فوتبال آرسنال، تیم فوتبال زنان آرسنال، و باشگاه فوتبال کاونتری سیتی اشاره کرد.
وی همچنین در تیم ملی فوتبال زنان ولز بازی کرده‌است.